# KIBOR
Київська міжба́нківська ста́вка пропози́ції (англ. Kyiv Interbank Offered Rate, KIBOR) — середньозважена Відсоткова ставка за міжбанківськими кредитами, що надаються банками, на різний час у двох валютах на українському міжбанківському ринку.

## Призначення KIBOR
На відміну від лондонського LIBOR'а і аналогічно російського MIBOR'а український KIBOR не є реальним ринковим показником міжбанківського кредитування (тобто безпосередньо за ставкою KIBOR угоди не укладаються) і тим більше не впливає на визначення процентної ставки за кредитами, що видаються підприємствам. І хоча, за словами фінансистів, є випадки видачі кредитів підприємствам під KIBOR+N%, фактів укладення таких угод дуже мало.
Щодо угод на міжбанку, то в Україні, як і в Російській Федерації, сума, термін і ставка за кредитом залежать від фінансового стану банку, якому дають гроші, від його розміру, засновників та особистих відносин між сторонами.
Тому на українському фінансовому ринку KIBOR займає скромне місце індикатора (досить точного, хоч і орієнтовного показника) середнього значення міжбанківських процентних ставок і використовується для аналізу тенденцій (поточних і довгострокових) на ринку МБК.

## Розрахунок KIBOR
Піонером по впровадженню розрахунку індексу KIBOR стала газета «Бизнес». .Починаючи з 2000 року інформаційні агентства «Reuters» та «Інтерфакс» почали щоденно розраховувати показники KIBOR'a.  Розрахунок проводився на основі даних 10-21 комерційного банку, для двох валют та семи часових проміжків.

## Що впливає на KIBOR
Основний вплив на KIBOR мають бюджетні потоки і банківське резервування. У першому випадку потребу банків у грошах виникає в «пік» здійснення підприємствами податкових платежів — у 15-20-х числах кожного місяця KIBOR зростає. У другому випадку банкам потрібні гроші, щоб відрезервуватися (тобто зібрати потрібну кількість гривні на своєму коррахунку в НБУ).
Протягом останніх семи років контрольні резервні дати змінювалися багато разів залежно від періоду резервування (подекадний контроль — 10-е, 20-е число, останній день місяця; п'ятнадцятиденний — 15-е число, останній день місяця; місячний — останній день місяця) і в ці дні KIBOR теж ріс (на п'ятирічному графіку KIBOR'а, звичайно, ці зміни не дуже помітні). 
Попри те KIBOR і облікова ставка НБУ змінювалися приблизно однаково, насправді реального «ринкового» зв'язку між ними немає. У разі потреби далеко не кожен український банк може вільно «позичити» у НБУ потрібну йому суму за обліковою (так само як і за ломбардною) ставкою, а тому середній KIBOR і облікова ставка НБУ існують самі по собі. 
На рівень KIBOR'а постійно впливають регулятивні «ігри» Нацбанку. Коли НБУ купує долари на ринку, він змушений емітувати гривню, що збільшує її пропозицію на ринку, і МБК стрімко знижується (попутно стимулюючи інфляцію). Після чого для утримання інфляції Нацбанк вилучає гроші з ринку, що стимулює зростання міжбанківських ставок.

## Валюти розрахунку
KIBOR ставка вираховується для таких валют:
- долар США
- гривня

## Часові проміжки розрахунку
- O\N (overnight — «кредити на ніч»)
- доба
- тиждень
- два тижні
- місяць (30 днів)
- два місяці (60 днів)
- три місяці (90 днів)